# Bias (Lot-et-Garonne)
Bias település Franciaországban, Lot-et-Garonne megyében. Lakosainak száma 2965 fő (2022. január 1.). Bias Lédat, Allez-et-Cazeneuve, Casseneuil, Pujols, Sainte-Colombe-de-Villeneuve, Sainte-Livrade-sur-Lot és Villeneuve-sur-Lot községekkel határos.

## Népesség
A település népességének változása:
| Lakosok száma | 2483 | 2600 | 3032 | 3169 | 3117 | 3062 | 3031 | 2997 | 2987 | 2965 |
|               | 1968 | 1982 | 1990 | 2006 | 2013 | 2015 | 2017 | 2019 | 2020 | 2022 |